# Hasan Dağı
A Hasan-hegy (törökül: Hasan Dağı) inaktív sztratovulkán Törökországban, Aksaray tartományban. 3268 méteres magasságával Közép-Anatólia második legmagasabb hegye. A jelenlegi csúcs körül 4–5 km széles kaldera alakult ki i. e. 7500 körül, egy olyan kitörés alkalmával, amelyet neolit kori festmények is megörökítettek.
Çatalhöyük őskori város lakói obszidiánt gyűjtöttek a hegy környékén, amelyet aztán valószínűleg elcseréltek a környező településekkel különféle luxuscikkekre. Obszidiántükröket és obszidiánpelyheket is találtak a környéken. A hegy fontosságára Çatalhöyük népének életében egy falfestmény is utal, melyet művészettörténészek néha a történelem első tájképének neveznek, és amely egyesek szerint a város fölé magasodó Hasan-hegyet ábrázolja.
A Hasan-hegy volt dél felől a második hegy, amelyet a bizánci jelzőrendszer használt az arab-bizánci háborúk során arra, hogy figyelmeztesse Bizánc lakosságát az országba történt betörésekről.
Az autóval elérhető legmagasabb ponttól körülbelül hat órába telik gyalog elérni a csúcsot, ahonnan csodálatos kilátás nyílik a közép-anatóliai fennsíkra, közte a távoli Kappadókiára is.